# Tułacz hawajski
Tułacz hawajski (Ocypode ceratophthalma) – gatunek kraba morsko-lądowego zaliczany do rodzaju Ocypode. Występuje w regionie Indo-Pacyfiku, zamieszkuje lasy namorzynowe i piaszczyste plaże. Charakteryzuje się jasnym ubarwieniem, które pozwala mu maskować się na piasku, w którym kopie norki. Próba zajęcia norki sąsiada może zaowocować agresywną, kilkusekundową walką. Żeruje w nocy, dzień spędzają ukryty w piasku.

## Opis
Krab średnich lub dużych jak na rodzaj rozmiarów. Karapaks ma drobno i gęsto ziarenkowany, nieco szerszy niż dłuższy. Zewnętrzne kąty orbitalne są szeroko trójkątne, u większych okazów wystające na boki, i to na ich wysokości karapaks jest najszerszy. Szypułki oczne są w kierunku odsiebnym przedłużone poza rogówkę oka, tworząc smukły wyrostek. Na propodicie większych szczypiec znajduje się listewka strydulacyjna, złożona w grzbietowej ⅓ z 10–11 rozdzielonych przerwami guzków, w środkowej ⅓ z 8 rowków, a w brzusznej ⅓ z 20–30 gęsto upakowanych guzków. Mniejsze szczypce zwężają się ku spiczastym wierzchołkom. Samce mają 2, a samice 1 rządek szczecin na grzbietowo-przednich powierzchniach propoditów dwóch początkowych par nóg krocznych. Wieczko płciowe jest okrągłe, a sternit wokół niego wklęśnięty. Samce mają smukłe, z części dosiebnej trójboczne gonopody pierwszej pary, wyposażone niewielki głaszczek.

## Występowanie
Gatunek indopacyficzny, rozsiedlony od zachodniego Oceanu Indyjskiego po Japonię, Mikronezję, Polinezję i Wyspę Clippertona.